# You're Not Sorry
You're Not Sorry es una canción de la cantautora estadounidense Taylor Swift. La canción fue escrita únicamente por Swift y producida por Swift y Nathan Chapman. Fue lanzada el 28 de octubre de 2008 por Big Machine Records como un sencillo promocional del segundo álbum de estudio de Swift, Fearless en iTunes, aunque ya no está disponible. Posteriormente se lanzó una remezcla en un episodio de televisión de CSI: Crime Scene Investigation en el que apareció Swift. Swift escribió You're Not Sorry inspirada por un exnovio que terminó siendo opuesto a quien parecía ser. La canción es una power ballad con influencias del country rock.
Los críticos contemporáneos otorgaron críticas favorables a You're Not Sorry. En América del Norte, la canción logró éxito comercial. Alcanzó el puesto número 11 en Canadian Hot 100. En los Estados Unidos, You're Not Sorry también alcanzó el número 11 en el Billboard Hot 100 y obtuvo una certificación platino otorgada por la RIAA. Swift interpretó la canción en su primera gira principal, el Fearless Tour de 2009 y 2010. Durante la gira, Swift realizó una mezcla de una versión de What Goes Around... Comes Around de Justin Timberlake y You're Not Sorry.

## Antecedentes
You're Not Sorry fue escrita por Swift y producida por Nathan Chapman junto a Swift. Fue inspirado por un exnovio que terminó siendo lo opuesto a lo que Swift pensaba. Swift recordó que, al principio, «parecía un príncipe azul». A medida que la relación continuaba, Swift fue informada de numerosos secretos sobre su novio que ella no conocía. «Y uno por uno, los averiguaría. Descubriría quién era realmente», dijo. Escribió You're Not Sorry en un estado emocional, que describió como «el punto de ruptura», en el que pensó para sí misma: «¿Sabes qué? Ni siquiera pienses que puedes seguir hiriéndome». Las circunstancias llegaron a un punto en el que sintió que tenía que marcharse. You're Not Sorry se lanzó por primera vez como sencillo promocional de Fearless el 28 de octubre de 2008 como parte de Countdown to Fearless, una campaña exclusiva de iTunes Store. La canción fue reeditada el 5 de marzo de 2009, como remezcla, el mismo día que hizo su aparición como invitada en la serie de televisión CSI: Crime Scene Investigation en el episodio Turn, Turn, Turn. La remezcla apareció en el episodio.

## Composición y letra
You're Not Sorry es una canción de country rock con una duración de cuatro minutos y veintiún segundos. Todd Martens de Los Angeles Times sintió que la canción era una power ballad pasada de moda, en lugar de country. Jordan Levin de The Miami Herald estuvo de acuerdo y describió su género como una «melodía de rock rebelde». La canción tiene un tempo lento de 67,5 pulsaciones por minuto. Está escrito en la clave de mi bemol menor y la voz de Swift abarca dos octavas, desde el sol bemol 3 al do bemol 5. El arreglo musical contiene un hook prominente durante el estribillo, según Jonathan Keefe de Slant Magazine. You're Not Sorry comienza con un piano y, a mitad de la canción, avanza hacia el acompañamiento de guitarras eléctricas, que finalmente llegan a un solo. Martens creía que las voces de Swift no eran las más fuertes porque la existencia del solo de guitarra eléctrica estaba destinada a evitar demasiadas notas altas. Sigue la progresión de acordes mi bemol menor—do bemol—sol bemol—re bemol. Rob Sheffield de la revista Blender señaló que la letra de You're Not Sorry tenía muchas «feromonas hormigueantes».

## Recepción crítica
You're Not Sorry recibió críticas moderadamente positivas de los críticos. Rob Sheffield de la revista Blender puntuó You're Not Sorry negativamente y usó la palabra «chorreante» para describirla. Jonathan Keefe de Slant Magazine creía que You're Not Sorry era una de las canciones de en Fearless que amplió el éxito del álbum debut homónimo de Swift, Taylor Swift, debido a lo prominente que se destaca su hook. Craig Rosen de The Hollywood Reporter dijo que You're Not Sorry era ostentosa en lo que respecta al potencial de Swift. Nick Catucci, de la revista New York, leyó un artículo publicado en The New York Times, que decía que Swift «se estableció rápidamente como la artista más destacada de la música country de la década», y optó por su propia opinión, basada en la canción. Catucci dijo: «Y, de hecho, creemos que tenemos un poco de polvo de hadas en los ojos al escuchar You're Not Sorry [...] No es cosa de mujeres campesinas sino de princesas suburbanas serias», a pesar de que había escuchado mejores canciones en la última década. Scott Mervis, del Pittsburgh Post-Gazette, comparó You're Not Sorry como una «canción a la Tori Amos».

## Rendimiento en listas
Como no fue lanzada como un sencillo, You're Not Sorry no recibió airplay, por lo que sus apariciones en las listas consistieron principalmente en descargas digitales. La canción entró en la lista Hot Digital Songs Chart de Billboard en el número dos, lo que llevó a una aparición en el Billboard Hot 100 en la semana que finalizó el 15 de noviembre de 2008. You're Not Sorry debutó y alcanzó el puesto número 11 en el Billboard Hot 100, convirtiéndose en el mejor debut de la semana y perdiendo por poco el décimo mejor debut de Swift en 2008. En la semana siguiente, la canción descendió al número 35 y luego cayó de la lista. Tras el lanzamiento de la remezcla de CSI, volvió a ingresar al Billboard Hot 100 en el número 67.. You're Not Sorry es una de las 13 canciones de Fearless clasificadas dentro del top 40 del Billboard Hot 100, rompiendo el récord de las 40 mejores entradas de un solo álbum.. You're Not Sorry pasó un total de cinco semanas en el Billboard Hot 100. También en los Estados Unidos, You're Not Sorry alcanzó el puesto 21 en la ahora desaparecida lista Pop 100. A partir de 2017, ha sido certificado platino por la Recording Industry Association of America (RIAA) por el envío de 1 000 000 de unidades. La canción debutó y alcanzó el puesto número 11 en el Canadian Hot 100. [13] A diciembre de 2011, You're Not Sorry vendió 653 000 copias en Estados Unidos.

## Actuaciones en vivo

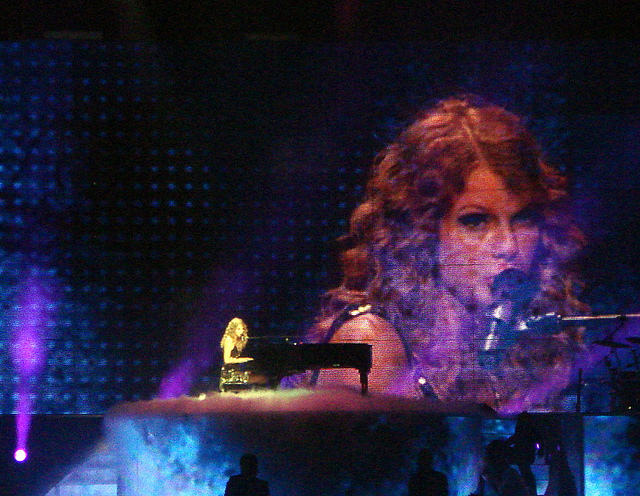
Swift interpretando You're Not Sorry en el Fearless Tour.

Swift interpretó You're Not Sorry en todos los lugares de su primera gira de conciertos, el Fearless Tour, que se extendió desde abril de 2009 hasta junio de 2010. Durante cada actuación, Swift se puso un vestido de cóctel negro con adornos brillantes a lo largo del estómago. Comenzó la actuación sentándose en un banco, tocando el piano de cola negro. A mitad de You're Not Sorry, Swift deja de tocar el piano y comienza a cantar una versión de What Goes Around... Comes Around de Justin Timberlake mientras se agita el cabello, manteniéndose en el banco. Durante el resto de la actuación, ella mezclaba entre las dos canciones mientras el humo se arremolinaba y los rayos se proyectaban en el escenario. Jon Pareles de The New York Times se refirió a la actuación como uno de los aspectos más destacados de la noche en el concierto del 27 de agosto de 2009 en el Madison Square Garden de la ciudad de Nueva York. Reed Fischer de Miami New Times asistió al concierto del 7 de marzo de 2010 en el BB&T Center en Sunrise, Florida y, de la remezcla de What Goes Around... Comes Around, dijo: «Eso, y algunos golpeando una escultura de tambor de aceite, hecha para los únicos momentos desagradables de la noche». Alice Fisher de la revista del Reino Unido The Observer creyó que la actuación en el concierto del 7 de mayo de 2009 en Shepherd's Bush Empire en Londres, «fue socavada por la forma en que Swift se retorció en su taburete y golpeó torpemente la tapa del piano en una de las demostraciones de pasión más poco convincentes que he visto desde que terminó Footballers' Wives». Swift también interpretó la canción en una actuación exclusiva, presentada por 95.8 Capital FM, los Premios de la Academia de Música Country 2009, y el Festival de Música CMA de 2009. Durante su Speak Now World Tour, usó elementos de You're Not Sorry y Apologize mientras interpretaba Back to December. También interpretó la canción dos veces en el Red Tour.

## Lista de canciones
- Descarga digital de remezcla[3]

1. You're Not Sorry (Remezcla CSI) – 4:22

## Listas
| Lista (2008)                       | Posición más alta |
| ---------------------------------- | ----------------- |
| Canadá (Canadian Hot 100)          | 11                |
| Estados Unidos (Billboard Hot 100) | 11                |
| US Billboard Pop 100               | 21                |